# Puerto Viejo de Concepción del Uruguay
El Puerto Viejo es un histórico barrio de la ciudad argentina de Concepción del Uruguay en las coordenadas 32°29′50″Sur 58°13′40″Oeste. 32°29′50″S 58°13′40″O / -32.49722, -58.22778
Está ubicado al Sur del actual casco urbano de la ciudad, constituyendo el barrio más antiguo de la misma, incluso previo a su fundación.
Esto se debe a que, antes de que Tomás de Rocamora fundara Concepción del Uruguay, en la zona se había establecido un poblado denominado Villa del Arroyo de la China, sobre la base del cual se erigió posteriormente la ciudad. El mismo comprendía las actuales latitudes del barrio.
Historiadores y ciudadanos muchas veces no logran llegar a un acuerdo respecto de los límites específicos del barrio. No obstante los oficialmente reconocidos por el Municipio son:
- Norte: Calle Suipacha.
- Sur: Riacho Itapé.
- Este: Riacho Itapé.
- Oeste: Calle Mariano Moreno.

En 2006 el barrio contó con la visita del Presidente de la Nación con motivo de la inauguración de la Defensa Costera Sur, la cual fue construida con el propósito de frenar las inundaciones que aquejaban a la zona. La inundación de mayor altura en la historia se produjo en el año 1959, superando los 10 metros.
Entre la arquitectura del barrio destacan:
- La Plaza Constitución (comúnmente llamada Columna).
- La centenaria Escuela Nº 3 Justo José de Urquiza.
- El edificio de la Aduana Vieja, declarado Monumento Histórico Nacional y en el cual funciona actualmente la Facultad Regional de la Universidad Tecnológica Nacional.
- Las instalaciones del Club Parque Sur.
- El edificio del antiguo Ministerio de Obras Públicas de la Nación.
- La casa de la Dra. Teresa Ratto, primera médica de la provincia y segunda del país.
- El ex Hotel de Los Inmigrantes

Además, el extremo sur del actual puerto de ultramar de la ciudad está comprendido dentro de los límites del barrio. Cuenta también entre otras cosas con una playa, el Balneario Itapé, la Unidad Penal Nº 4 y un sitio declarado Lugar Histórico Nacional por ser escenario del enfrentamiento, en 1814, de las flotas criolla y española durante la guerra de independencia.
El Palacio Santa Cándida, cuyo saladero también es Monumento Histórico Nacional, se encuentra sobre el riacho Itapé, muy próximo al límite sur del barrio.
- Datos: Q6092216